# Tornedalen
Tornedalen (finsk: Tornionlaakso) er navnet på den dal, som Torne älv løber gennem. Det svenske udtryk tornedalsk opfattes desuden af mange som et udvidet begreb, der dækker kulturen på den svenske side af grænseelven. Med stigende hyppighed anvendes også ordet Meänmaa i stedet for Tornedalen. I Tornedalsrådet, en kommunal samarbejdsorganisation, indgår ud over kommunerne langs Torne älv og dennes biløb, også nogle kommuner i Nordnorge med indbyggere af kveneafstamning, hvilket yderligere komplicerer definitionen af begrebet.

## Sprog
En kulturdefinition af Tornedalen indeholder de svensk-, finsk- og samisk-talende kommuner Gällivare, Kiruna, Pajala, Övertorneå og Haparanda. Siden 2000 har området været territorium for Sveriges officielle minoritetssprog, finsk, tornedalsfinsk (meänkieli) og delvist samisk. Samisk er et officielt sprog i Kiruna og Gällivare kommuner samt i Jokkmokk og Arjeplog. I kulturområdet Tornedalen tales, foruden svensk, således også finsk, tornedalsfinsk og samisk. Borgerne har ret til at få visse offentlige tjenesteydelser på et af disse sprog.
Tornedalsfinsk og svensk tales i den svenske del af Tornedalen. I den finske del tales også tornedalsfinsk, men der anses det for at være en finsk dialekt.
67°03′29″N 23°40′34″Ø / 67.058°N 23.676°Ø